# 傑·寇特尼
傑·史蒂芬·寇特尼（英語：Jai Stephen Courtney，1987年3月15日—），澳大利亞男演員。出演過較出名的作品如電視劇《浴血戰士：血與沙》（2010年）中的瓦羅一角，以及電影《自殺突擊隊》（2016年）的迪格·哈尼克斯／迴旋鏢隊長。除此之外，他還參演過電影《神隱任務》（2012年）、《終極警探：跨國救援》（2013年）、《分歧者》（2014年）與《魔鬼終結者：創世契機》（2015年）。

## 早期生活
寇特尼於新南威爾士州悉尼郊區的櫻桃小溪生長。他的父親克里斯（Chris）在一家國有電力公司上班，而母親凱倫（Karen）則是一名高爾斯頓公立學校的教師，寇特尼和姊姊也是從那所學校畢業。後來，他就讀了櫻桃小溪技術高中和西澳表演藝術學院。

## 職業生涯
寇特尼的影視生涯的第一個角色是於2005年的具爭議性短片《Boys Grammar》中飾演亞歷克斯，這部短片是由丹尼爾·弗雷里格爾和亞當·延德主演。2008年，他又參演了數部澳大利亞短片。2010年，寇特尼於電視劇《浴血戰士：血與沙》（10集）中飾演瓦羅，之後又參演了湯姆·克魯斯主演的電影《神隱任務》。2013年，與布魯斯·威利共同主演的《終極警探：跨國救援》，在當中飾演傑克·麥克連。
2014年，他在《科學怪人：屠魔大戰》出演夜行神龍軍隊領導吉迪恩，同年，於《重罪》中飾演吉姆。
寇特尼於2014年電影《分歧者》中飾演無畏派的領導人之一艾瑞克。2014年2月，宣布，他將於2015年上映的《魔鬼終結者：創世契機》中飾演凱爾·瑞斯。在進行《魔鬼終結者：創世契機》的拍攝期間，他也同時回歸《分歧者》續集《分歧者2：叛亂者》的拍攝工作。《魔鬼終結者：創世契機》於2014年4月、5月開拍，於2015年7月1日上映。而《分歧者2：叛亂者》的拍攝始於2014年5月，電影於2015年3月20日上映。
另外他於2014年出演的電影還有《永不屈服》和《伊斯坦堡救援》。
2014年12月，考特尼在專輯《When Friends Die in Accidents》中推出伴唱歌曲〈All of a Sudden〉。2014年12月2日，華納兄弟宣布寇特尼將在《自殺突擊隊》中飾演迪格·哈尼克斯／迴旋鏢隊長。

## 個人生活
截至2012年11月，寇特尼居住在洛杉磯。他與泰國出生的澳大利亞女演員Gemma Pranita從2006年開始交往。

## 作品列表

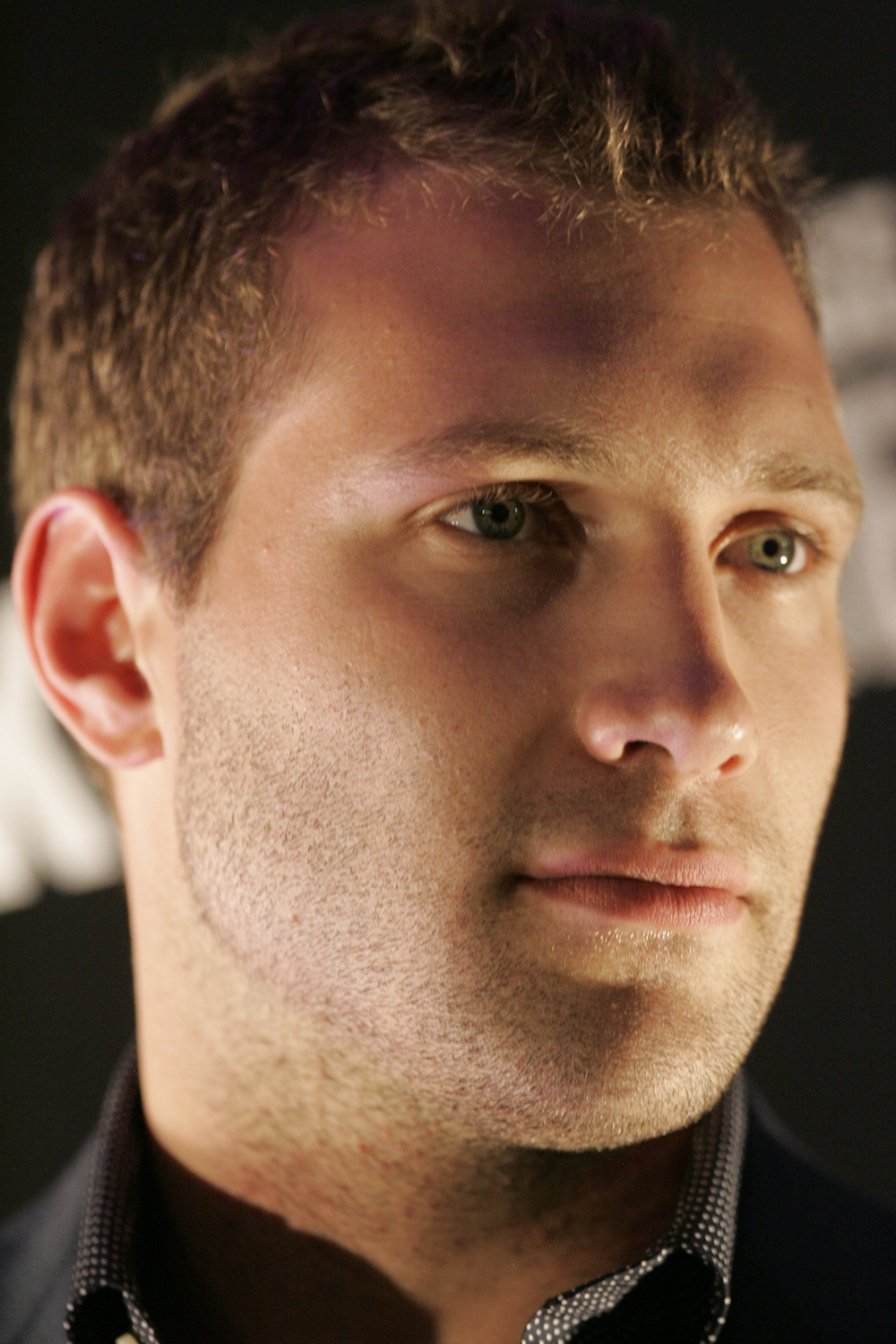
2012年12月，寇特尼於《神隱任務》的電影首映會上

### 電影
| 年份 | 標題                   | 角色                                            | 附註                                                                            |
| ---- | ---------------------- | ----------------------------------------------- | ------------------------------------------------------------------------------- |
| 2005 | Boys Grammar           | Alex 亞歷克斯                                   | 短片                                                                            |
| 2009 | 斯通兄弟               | Eric 艾瑞克                                     |                                                                                 |
| 2012 | 神隱任務               | Charlie 查理                                    |                                                                                 |
| 2013 | 終極警探：跨國救援     | John "Jack" McClane, Jr. 小約翰·「傑克」·麥克連 |                                                                                 |
| 2014 | 科學怪人：屠魔大戰     | Gideon 吉迪恩                                   |                                                                                 |
| 2014 | 重罪                   | Jim Melic 吉姆·梅利克                           | 提名-澳大利亞影評人協會獎最佳男配角（2015） 提名-影評圈澳洲獎最佳男配角（2015） |
| 2014 | 分歧者                 | Eric 艾瑞克                                     |                                                                                 |
| 2014 | 永不屈服               | Hugh "Cup" Cuppernell 休·卡培爾尼利             |                                                                                 |
| 2014 | 伊斯坦堡救援           | Lt. Col. Cecil Hilton 賽西爾·希爾頓中校         |                                                                                 |
| 2015 | 分歧者2：叛亂者        | 艾瑞克                                          |                                                                                 |
| 2015 | 魔鬼終結者：創世契機   | 凱爾·瑞斯                                       |                                                                                 |
| 2015 | 友军倒下               | Devin Roberts 戴文·羅伯茲                       |                                                                                 |
| 2016 | 自殺突擊隊             | 迪格·哈尼克斯／迴旋鏢隊長                       |                                                                                 |
| 2016 | 例外                   | Capt. Stefan Brandt 史蒂芬·布蘭隊長             |                                                                                 |
| 2019 | 男孩與鵜鶘             | Hideaway Tom 湯姆                               |                                                                                 |
| 2019 | 艾莉塔：戰鬥天使       | Jashugan 加修岡                                 | 未掛名                                                                          |
| 2019 | 永遠忠誠               | Chris Callahan 克里斯·卡爾拉漢                  |                                                                                 |
| 2020 | 猛禽小隊：小丑女大解放 | 迪格·哈尼克斯／迴旋鏢隊長                       | 圖像鏡頭                                                                        |
| 2020 | 佛系討債教主           | Wizz 威茲                                       |                                                                                 |
| 2020 | 倒數反擊               | Agent John Nivens 約翰·尼文斯探員               |                                                                                 |
| 2021 | 尬電殺手               | Justin 賈斯汀                                   |                                                                                 |
| 2021 | 自殺突擊隊：集結       | 迪格·哈尼克斯／迴旋鏢隊長                       |                                                                                 |
| 2022 | 殺戮基地               | Raymond Miller 雷蒙·米勒                        |                                                                                 |

### 電視
| 年份      | 標題               | 角色                          | 附註                                |
| --------- | ------------------ | ----------------------------- | ----------------------------------- |
| 2008      | 萬靈節             | Harry Avent 哈利·艾旺         | 2集                                 |
| 2008–2009 | 人山人海           | Damian 戴米安                 | 2集                                 |
| 2010      | 浴血戰士：血與沙   | Varro 瓦羅                    | 10集                                |
| 2017      | 哈啦夏令營：十年後 | Garth MacArthur 蓋斯·麥克阿瑟 | 4集                                 |
| 2020      | 無界之殤           | Cam Sandford 坎·桑福德        | 6集                                 |
| 2022      | 愛x死x機器人       | Spencer 史賓賽                | 單集：〈In Vaulted Halls Entombed〉 |
| 2022      | 終極名單           | Steven Horn 史蒂文·霍恩       | 常駐演員                            |
| 2023      | 萬花筒             | Bob Goodwin 鮑柏·古德溫       | 主要演員                            |
| 2023      | 高峰會             | 他自己                        | 主持人                              |
| 2025      | 馴荒記             | Virgil Cutter 維吉爾·卡特     | 主要演員                            |

## 外部連結
- 傑·寇特尼在互联网电影资料库（IMDb）上的資料（英文）